# Dyspessa dueldueli
Dyspessa dueldueli is een vlinder uit de familie van de Houtboorders (Cossidae). De wetenschappelijke naam van deze soort is voor het eerst voorgesteld door Franz Daniel in een publicatie uit 1939.
De soort komt voor in Turkije en Libanon.